# Uganda címere
Uganda címere egy fekete színű harci pajzs, amelynek felső részén fehér és kék színű hullámos sávokat helyeztek el. A pajzs közepén egy sárga színű nap alsó részén pedig egy világosbarna dob látható. A pajzs két egymást keresztező dárdának van támasztva, két oldalról pedig egy ugandai mocsáriantilop (Kobus kob thomasi) és egy szürkenyakú koronásdaru (Balearica regulorum gibbericeps) tartja. Mindezeket zöld színű dombra helyezték. A címer alatti sárga szalagra írták fel az ország mottóját: „For God And My Country” (Az Istenért és hazámért). Uganda (Írország és Pápua Új-Guinea mellett) az egyike annak a három országnak a  világon, amelynek címerében egy hangszer van.